# Шерехово (Локнянський район)
Шерехово (рос. Шерехово) — присілок в Локнянському районі Псковської області Російської Федерації.
Населення становить 9 осіб. Входить до складу муніципального утворення Самолуковская волость.

## Історія
Від 2015 року входить до складу муніципального утворення Самолуковская волость.

## Населення
| 2001 | 2002 | 2010 |
| ---- | ---- | ---- |
| 18   | ↘11  | ↘9   |